# Hollandse boot

IJzeren Hollandse boot

De Hollandse boot was een kleine eenvoudig te bouwen roeiboot die veel werd gebruikt in de Lage Landen vanaf de 17e eeuw. Van oorsprong was het een aak, een doorontwikkeling van de vlieger, maar wat forser en ronder.
De Hollandse boot werd ook vaak net als de vlieger boerenbootje genoemd. Vanaf de 18e eeuw werden ze wel op kiel en steven gebouwd.  Hoewel de bouwplaatsen vooral rond de grote rivieren te vinden waren, kon men het type over heel Nederland tegenkomen. Er zijn ook zeilende exemplaren gebouwd. Bekend zijn zeilwedstrijden rond 1920 op de Hollandse IJssel met prachtige houten Hollandse boten.

## Afbeeldingen
De eerste afbeeldingen staan op de tekeningen van schepen en havengezichten uit de 17e eeuw van Claesz van Wieringen. Zij worden dan afgebeeld als bijboot of als klein werkschip in de haven. Op latere schilderijen van onder andere Ludolf Bakhuizen (18e eeuw) zijn ze regelmatig te zien.

## Gebruik
De Hollandse boot werd zoals veel kleine bootjes gebruikt op het binnenwater. Dit gebruik ging van melk, hooi of riet halen in de polders, tot watertaxidiensten in de steden en havengebieden. Aan de zuidwal van de Zuiderzee werd hij gebruikt voor de visserij onder de wal, omdat hij wat weerbaarder was dan de vlieger. Dit was voor het vissen met dobbers, hoeken, weimen of kor. Hij kon gebouwd worden door de visser zelf of iemand anders die geen scheepsbouwer was. Ook als bijboot gesleept achter een groter schip werd hij veel gebruikt.

## Ontwikkeling
Gedurende de 18e eeuw werden er voortdurend veranderingen doorgevoerd, als gevolg van plaatselijke inzichten en materialen, waardoor de Hollandse boot de typische ronde Hollandse bouw kreeg. Waar nodig werden grotere of hoger opgeboeide Hollandse boten gebouwd. Zij kregen het uiterlijk van een kleine kubboot, maar met een platte spiegel gingen zij steeds meer op de sloep lijken.

## Naam
Hoewel ze als type zijn verdwenen, is de naam voor eenvoudige gebouwde (knikspant)roeiboten nog altijd in gebruik. Afhankelijk van de streek worden kleine houten sportvisboten of kleine stalen vletten of aken nog Hollandse boot genoemd.
In het Zuiderzeemuseum ligt een Hollandse boot. Een geheel geklonken schip van het aakmodel. Hij is voor 1935 vervaardigd door Schoonewell en Timmerman in Hasselt Overijssel.  Het vaartuigje werd gebruikt om lijnen of ankers uit te brengen en om de halve turven mee terug te nemen uit het turfveld.  